# Nicolin Kunz
Nicolin (eigentlich Christiane-Nicolin) Kunz (* 9. Dezember 1953 in Wien; † 31. Dezember 1997 in Kärnten) war eine österreichische Schauspielerin und Tochter des österreichischen Opernsängers Erich Kunz.

## Beruflicher Werdegang und Leben
Nach der Matura am Französischen Lyzeum Wien absolvierte sie die Sekretärinnen-Akademie. Die diplomierte Sekretärin Kunz war zunächst 1976 an der österreichischen Außenhandelsvertretung in Montréal beschäftigt. Daneben besuchte sie Dolmetscher-Schulen für Französisch und Italienisch.

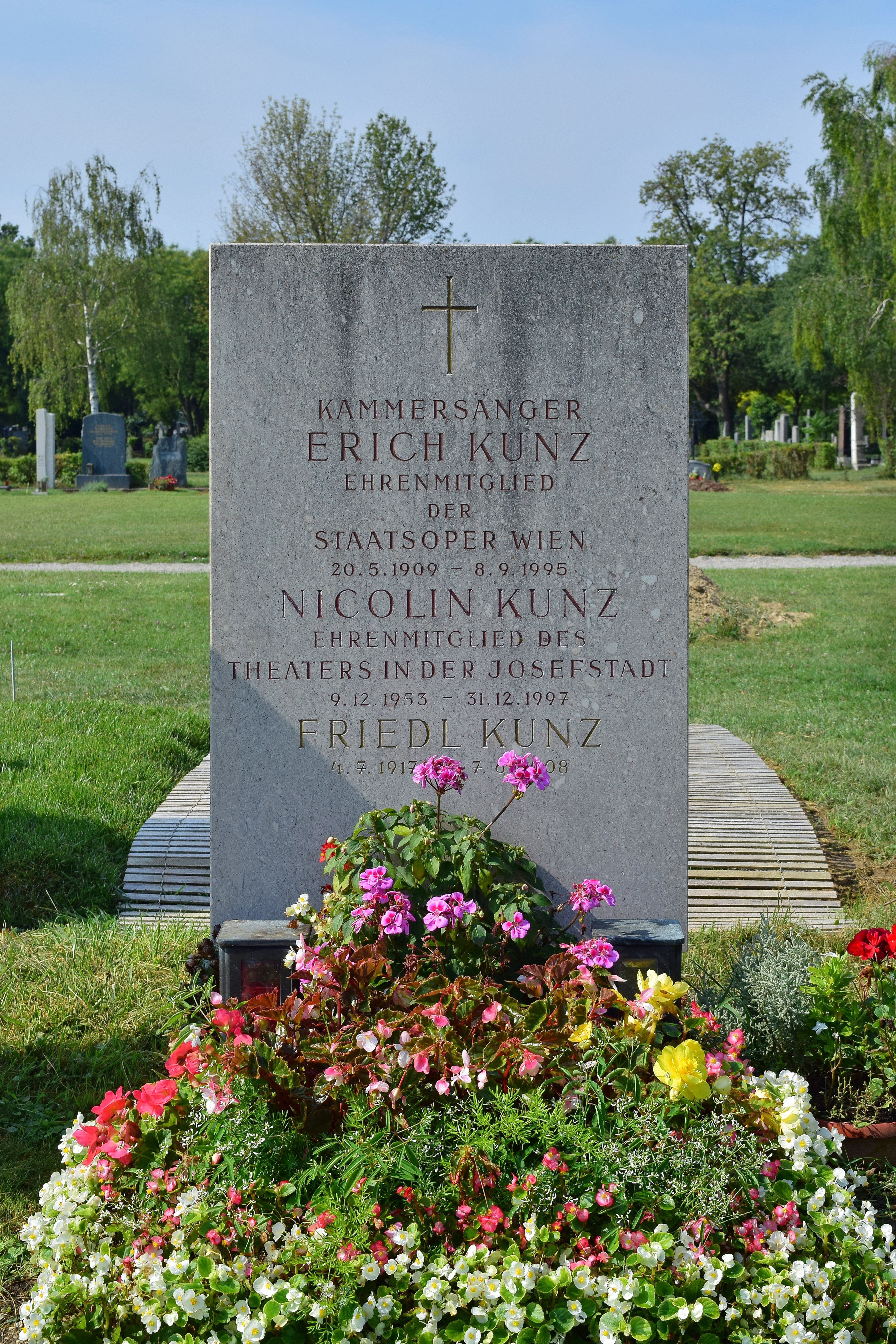
Ehrenhalber gewidmetes Grab auf dem Wiener Zentralfriedhof

Erst 1978 erhielt sie eine private Schauspielausbildung und noch im selben Jahr das erste Theaterengagement am Wiener Volkstheater. Seit 1979 gehörte sie lange Jahre zum Ensemble am Theater in der Josefstadt.
Daneben wirkte sie in verschiedenen Fernsehfilmen mit, unter anderem in Ein Kind war Zeuge oder der Fernsehserie Ringstraßenpalais.
Silvester 1997 starb sie unerwartet an den Folgen eines Herzschlages und wurde im ehrenhalber gewidmeten Grab ihres Vaters auf dem Wiener Zentralfriedhof (Gruppe 40, Nummer 174) beigesetzt.

## Filmografie
- 1980–1993: Die liebe Familie (Fernsehserie)
- 1981: Ringstraßenpalais (Fernsehserie)
- 1983: Skandal in Lobodau (Fernsehfilm)
- 1983: Die goldenen Schuhe (Fernseh-Fünfteiler)
- 1984: Sag die Wahrheit (Fernsehfilm)
- 1984: Tod eines Schaustellers (Fernsehfilm)
- 1985: Es war nicht die Fünfte, es war die Neunte (Fernsehfilm)
- 1985: Tatort – Baranskis Geschäft
- 1988: Wie kommt das Salz ins Meer? (Fernsehfilm)
- 1991: Der Schwierige (Fernsehfilm)
- 1991: Malina
- 1991: Tatort – Telefongeld
- 1992: Vier Frauen sind einfach zuviel (Fernsehfilm)
- 1993: Eine Mörderin (Fernsehfilm)
- 1994: Der Gletscherclan (Fernsehserie)
- 1995: Auf immer und ewig (Fernsehserie)
- 1995: Tatort – Bienzle und die Feuerwand
- 1996: Sylter Geschichten – Liebe ist mehr als ein Wort (Fernsehserie)
- 1996: SOKO 5113 – Geruch (Fernsehserie)
- 1996: Rosamunde Pilcher – Eine besondere Liebe (Fernsehserie)
- 1997: Fröhlich geschieden (Fernsehfilm)
- 1997: Friedemann Brix – Eine Schwäche für Mord – Tödliche Aura (Fernsehserie)
- 1997: Solo für Sudmann – Konfettimord (Fernsehserie)
- 1997: Mein Papa ist kein Mörder / Ein Kind war Zeuge (Fernsehfilm)

## Hörspiele (Auswahl)
- 1980: Walter Davy: Die Lahmen (Helga) – Regie: Walter Davy (Original-Hörspiel – ORF Niederösterreich)
- 1983: Pierre Chamblain de Marivaux: Die Kolonie – Regie: Ferry Bauer (Hörspielbearbeitung – ORF Vorarlberg)
- 1984: Franz Theodor Csokor: Wenn sie zurückkommen ... (Helen) – Regie: Fritz Zecha (Hörspielbearbeitung – ORF Wien)
- 1985: Dorothea Zeemann: Gänseblümchen (Immaculata) – Regie: Augustin Jagg (Hörspiel – ORF)

Quelle: Ö1-Hörspieldatenbank